# Renato Silva (ciclista)
Renato da Silva, mais conhecido como Renato Silva (Cartaxo, Santarém, 22 de Maio de 1976), é um ex-ciclista profissional português. Profissional entre 1999 e 2008, seu maiores feito foi subir ao pódio do Campeonato Nacional de Ciclismo por 4 vezes, alcançando o 3º lugar no Campeonato Nacional de estrada em 2002, além de um 2º lugar no Campeonato Nacional de contra-relógio de 2003 e 3º lugares em 2002 e 2004.
Representou por 7 anos a União Ciclista da Maia. Neste período, disputou por duas vezes a Vuelta a España: em 2001, abandonou a prova na 7ª etapa, e, em 2003, completou a prova na 68ª colocação da classificação geral. Sua melhor colocação em uma etapa foi na etapa 11 da edição de 2003 da prova, quando terminou em 15º.
Após isso, mudou-se em 2006 para a Imoholding - Loulé Jardim Hotel. Em 2007, representou o Benfica e, em 2008, o Centro de Ciclismo de Loulé.

## Clubes
- 1999-2005 :  Maia-Cin / Maia - MSS / Milaneza - MSS / Milaneza Maia
- 2006:  Imoholding - Loulé Jardim Hotel
- 2007:  Benfica
- 2008:  Centro de Ciclismo de Loulé

## Palmarés
- 3º - Campeonato Nacional de estrada de 2002
- 3º - Campeonato Nacional de contra-relógio de 2002
- 2º - Campeonato Nacional de contra-relógio de 2003
- 3º - Campeonato Nacional de contra-relógio de 2004
- 7º - Volta ao Distrito de Santarém / RTP de 2006